# Paragraphe 78
Pour plus de détails, voir Fiche technique et Distribution.
Paragraphe 78 (en russe : Параграф 78) est un film d'action réalisée par Mikhaïl Khleborodov, sorti sur les écrans russes en 2007.

## Synopsis
Goodwin (Gocha Koutsenko), après une délicate mission pour libérer des otages, ramène sains et saufs l'ensemble des membres de l'équipe commando dont il a la charge. Mais cela n'a pas été sans mal et les tensions dans le groupe finissent par éclater, qui opposent Le Scythe (Vladimir Vdovitchenkov) à Goodwin, sur fond de rivalité amoureuse. Le commando est dissous. Cinq années passent…
Un signal provenant d'une base secrète située en mer Arctique amène les autorités à rappeler Goodwin, pour une mission non officielle. Il doit reconstituer sa troupe d'élite et rejoindre la base dont on est sans nouvelles des occupants. Ils seront accompagnés d'un mystérieux docteur…

## Fiche technique
- Titre original : Параграф 78 (Paragraf 78)
- Titre français : Contagion
- Réalisation : Mikhail Khleborodov
- Scénario : Mikhail Khleborodov, avec la collaboration de Galina Koltunova et Yusup Bakhshiev, d'après le roman de Ivan Okhlobystin
- Musique : Tobias Enhus
- Direction artistique : Konstantin Melnikov
- Décors : Maksim Fesyun et Konstantin Melnikov
- Costumes : Nadezhda Balandina et Maksim Pazilov
- Photographie :  Sergei Kozlov
- Son : Anton Balaban, Pavel Doreuli, Sergei Karpenko
- Montage : Pavel Andryushenko et Mikhail Khleborodov
- Production : Yusup Bakhshiev et Viktor Taknov

Production déléguée : Nadezhda Barykina, Sergey Lysogor et Dmitriy Yudaev
Production associée : Iskander Galiev, Ervin Ilizirov et German Mishiev
- Sociétés de production : MB Productions, Star Magic et Stimul M Production
- Sociétés de distribution : Central Partnership (Russie)
- Budget : 8 millions de $
- Pays de production :  Russie
- Langue originale : russe
- Format : couleur - 35 mm - 2,35:1 (Cinémascope) - son Dolby Digital
- Genre : action, science-fiction, thriller
- Durée : 130 minutes
- Dates de sortie :
  - Russie : 22 février 2007
  - France : 6 décembre 2017[1] (version courte) - (VOD)

## Distribution
- Gocha Koutsenko : Goodwin
- Vladimir Vdovitchenkov : Le Scythe
- Anastasia Slanevskaïa : Lissa (la renarde)
- Grigori Siyatvinda : Festival
- Stanislav Doujnikov : Liouba
- Anatoli Bely : Spam
- Aziz Beïchenaliev : Paï
- Mikhaïl Efremov : directeur de la prison
- Viktor Verjbitski : membre de cour martiale
- Sergueï Chakourov : membre de cour martiale

## Distinctions
Sauf indication contraire, les informations mentionnées dans cette section peuvent être confirmées par la base de données cinématographiques IMDb,  présente dans la section « Liens externes ».
En 2008, le film a été sélectionné trois fois dans diverses catégories et a remporté une récompense.

### Récompenses
- MTV Movie Awards (Russe) (MTV Russia Movie Awards) 2008 :
  - MTV Movie Award du Meilleur combat décerné à Yuriy Kutsenko et Vladimir Vdovitchenkov.

### Nominations
- MTV Movie Awards (Russe) (MTV Russia Movie Awards) 2008 : Meilleure équipe à l'écran.
- Taurus - Prix mondiaux des cascades 2008 : Meilleure action dans un film étranger pour Vladimir Orlov.

## Autour du film
Le film a été divisé en deux parties :
- Paragraphe 78, Punkt 1 sorti le 22 février 2007.
- Paragraphe 78, Punkt 2 sorti le 29 mars 2007.

Le scénario était basé sur une histoire de 1995 d'Ivan Okhlobystin.
Andrey Lazarchuk, l'écrivain russe du style littéraire moderne du turboréalisme, a écrit un roman basé sur ce film (février 2007).